# Norman Reedus
Norman Mark Reedus (ur. 6 stycznia 1969 w Hollywood (Floryda)) – amerykański aktor filmowy i telewizyjny, model. Znany głównie z roli Murphy’ego McManusa w filmie Święci z Bostonu (1999) i sequela Święci z Bostonu 2: Dzień Wszystkich Świętych (2009), który miał premierę dekadę później, a także z roli Daryla Dixona w serialu Żywe trupy.

## Życiorys

### Wczesne lata
Ma pochodzenie angielskie, włoskie i irlandzkie. Urodził się w Hollywood na Florydzie jako syn nauczycielki Marianne (z domu Yarber) i Iry Normana Reedusa. Niewiele miesięcy po jego narodzeniu rodzina Reedusów przeprowadziła się do Los Angeles. W wieku dwunastu lat mieszkał w Anglii, Hiszpanii i Japonii. Dorabiał w sklepie Harleya Davidsona w Wenecji i zajmował się oprawą graficzną różnych pokazów jako fotograf, artysta rzeźbiarz czy operator wideo.

### Kariera
Debiutował na scenie w spektaklu Mapy dla Drownersa (Maps for Drowners) w Tiffany Theater na Sunset Boulevard. Kilka dni później po raz pierwszy pojawił się na kinowym ekranie w dwóch filmach – thrillerze sci-fi Mutant (Mimic, 1997) u boku Miry Sorvino i F. Murraya Abrahama oraz czarnej komedii Sześć dróg do niedzieli (Six Ways to Sunday, 1997) z Deborah Harry i Adrienem Brody. Za główną rolę w melodramacie Pływanie (Floating, 1999) otrzymał nagrodę specjalną Jury na VII New England Film & Video Festival w stanie Massachusetts.
Pracował jako model reklamujący stroje Prady i D’urbana. Potem zagrał w dramacie kryminalnym Święci z Bostonu (The Boondock Saints, 1999) z Willemem Dafoe, thrillerze o mrocznym świecie branży porno Osiem milimetrów (8MM, 1999) z Nicolasem Cage, uczelnianym dramacie Plotka (Gossip, 2002) u boku Jamesa Marsdena i Kate Hudson oraz horrorze Blade: Wieczny łowca II (Blade 2, 2002) z Wesleyem Snipesem.
W thrillerze Farciarz (Tough Luck, 2003) wystąpił jako wędrowny naciągacz, który zostaje wynajęty przez właściciela cyrku do morderstwa swej żony. W dramacie biograficznym HBO Osławiona Bettie Page (The Notorious Bettie Page, 2005) zagrał postać brutalnego męża tytułowej modelki pin-up lat 50.
Pojawił się na srebrnym ekranie w serialu Czarodziejki (Charmed, 2003) jako Nate Parks, a także w teledyskach: Ugly Kid Joe – „Cats in the Cradle” (1992), Keith Richards – „Wicked As It Seems” (1992), Björk – „Violently Happy” (1994), Goo Goo Dolls – „Flat Top” (1995), R.E.M. – „Strange Currencies” (1995), Radiohead – „Fake Plastic Trees” (1995), grupy Tonic – „Mean to Me” (2000), Hilary Duff – „Gypsy Woman” (2005), Lady Gagi – „Judas” (2011) jako tytułowy Judasz, Tricky z Tirzah – „Sun Down” (2014) oraz Sleater-Kinney – „No Cities to Love” (2015).
31 października 2013 ukazała się książka z jego fotografiami pt. „The Sun’s Coming Up... Like A Big Bald Head”, a we wrześniu 2014 wydał album „Thanks For All The Niceness”.

## Życie prywatne
W latach 1998–2003 był związany z modelką Heleną Christensen, z którą ma syna Mingusa Luciena (ur. w październiku 1999). Spotykał się z Laurie Holden, Rose McGowan (2001), modelką Jarah Mariano (2008–2009), Glenn Lovrich (2011–2012), Cecilią Singley (2013) i Emily Kinney (2015).
W 2005, podczas realizacji filmu Przeciwciała (Antikörper) w Berlinie, Reedus miał wypadek samochodowy. Niezbędna okazała się interwencja chirurgów, którzy musieli założyć mu płytkę tytanową w oczodół, i cztery śruby w nos.
W 2015 związał się z Diane Kruger. 3 listopada 2018 zostali rodzicami.

## Filmografia

### Filmy fabularne
- 1997: Sześć dróg do niedzieli (Six Ways to Sunday) jako Harry
- 1997: Mutant (Mimic) jako Jeremy
- 1998: Tracę cię (I’m Losing You) jako Toby
- 1998: Davis jest martwy (Davis Is Dead) jako Larry
- 1998: Życie na niby (Reach the Rock) jako Danny
- 1999: Floating (Pływanie) jako Van
- 1999: Osiem milimetrów (8MM) jako Warren Anderson
- 1999: Święci z Bostonu (The Boondock Saints) jako Murphy MacManus
- 1999: Dark Harbor jako Młody mężczyzna
- 1999: Diabeł w czarnym stroju (Let the Devil Wear Black) jako Brautigan
- 2000: Cios (Beat) jako Lucien Carr
- 2000: Instynktowna decyzja (Preston Tylk) jako Jonathan Casey
- 2000: Piasek (Sand) jako Jack
- 2000: Plotka (Gossip) jako Travis
- 2000: Zwycięskie pokolenie (Beat generation)
- 2000: Zwycięstwo Nicka (The Beat Nicks) jako Nick Nero
- 2002: Blade: Wieczny łowca II (Blade 2) jako Scud (Josh)
- 2002: Luster jako dostawca przyrządów seksualnych
- 2002: Gang braci (Deuces Wild) jako Marco
- 2003: Farciarz (Tough Luck) jako Archie
- 2003: Krwawa jazda (Octane) jako zdrowiejący mężczyzna
- 2003: Nikt nie musi wiedzieć (Nobody Needs to Know) jako Kurt
- 2004: Comfortably Numb jako Buddy Flemming
- 2004: Ôsama no kampô
- 2004: Until the Night jako Robert
- 2005: Antikörper jako oficer Schmitz
- 2005: Moskiewski chłód (Moscow Chill) jako Ray Perso
- 2005: The Notorious Bettie Page jako Billy Neal
- 2005: Wyspa Zombie (Zombie Island)
- 2006: 13 grobów (13 Graves, TV) jako Norman
- 2006: Jak zbrodnia (A Crime) jako Vincent Harris
- 2006: Zabójcza królowa (Killer Queen) jako Jack Trust
- 2007: Amerykański gangster jako detektyw Norman Reilly
- 2008: Cadillac Records jako Chess
- 2008: Bohater z wyboru (Hero Wanted) jako Swain
- 2009: Pandorum jako Shepard
- 2009: Święci z Bostonu 2: Dzień Wszystkich Świętych jako Murphy MacManus
- 2015: W nowym zwierciadle: Wakacje (Vacation) jako kierowca ciężarówki
- 2015: Air jako Bauer
- 2015: Sky jako Diego
- 2016: Triple 9 jako Russel Welch

### Seriale TV
- 2003: Czarodziejki (Charmed) jako Nate Parks
- 2004–2006: Prawo i bezprawie (Law & Order: Special Victims Unit) jako Derek Lord
- 2005: Mistrzowie horroru (Masters of Horror) jako Kirby Sweetman
- 2010: Hawaii Five-0 jako Anton Hesse
- 2010–2022: Żywe trupy (The Walking Dead) jako Daryl Dixon
- 2016: Amerykański tata (American Dad!) jako Tim (głos)
- 2016: Turbo Fast jako Wild Pete (głos)
- 2020:Helluva boss(inne języki) jako Striker (głos)

### Gry komputerowe
- 2019: Death Stranding jako Sam Porter Bridges[23]
- 2025: Death Stranding 2: On the Beach jako Sam Porter Bridges[24]